# Stark’s Park
Der Stark’s Park ist ein Fußballstadion in der Hafenstadt Kirkcaldy an der Ostküste Schottlands. Seit 1891 ist der Fußballclub Raith Rovers in dem Stadion zu Hause.

## Geschichte

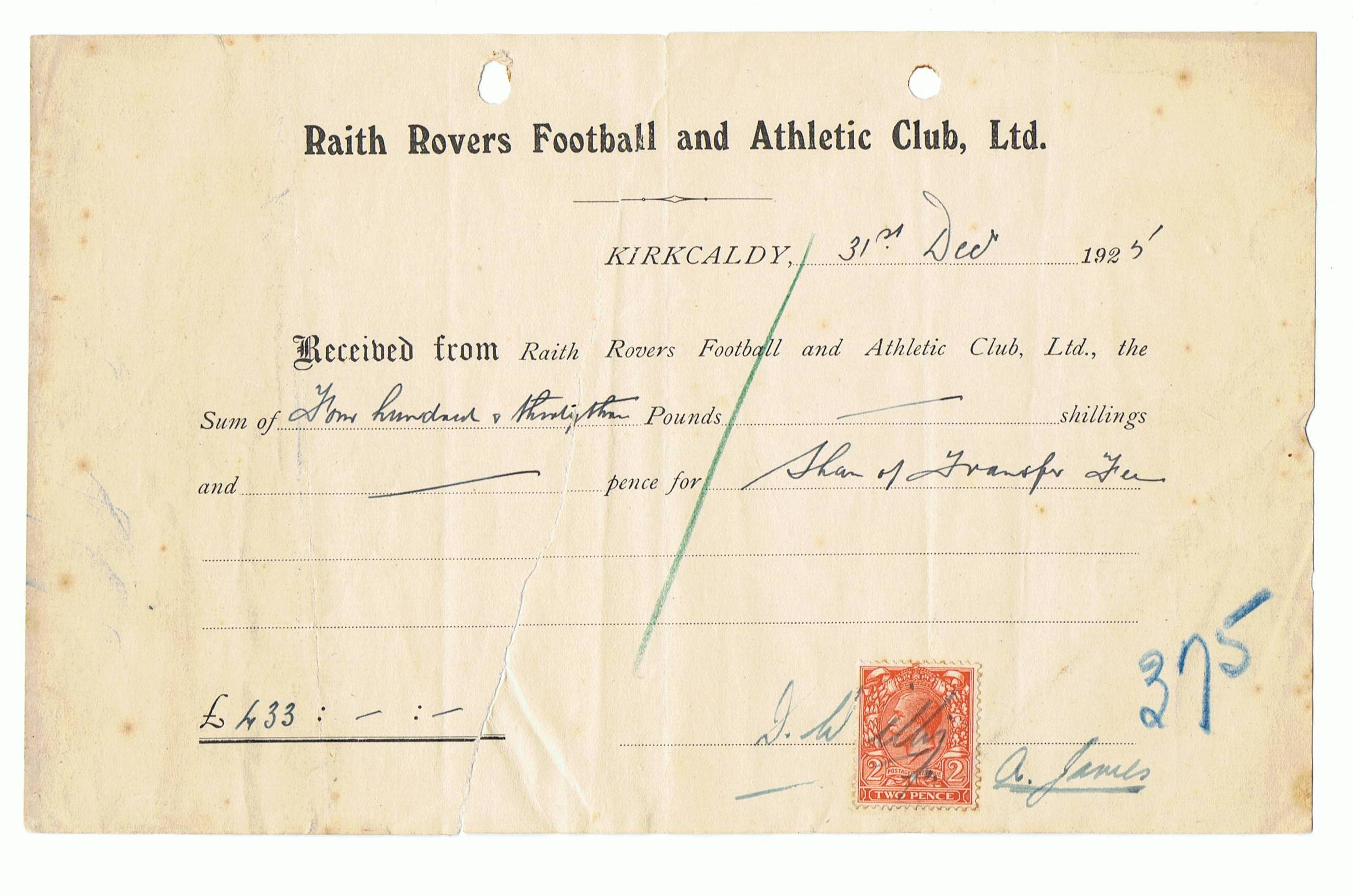
Quittung über einen Teil der Ablösesumme von Alex James

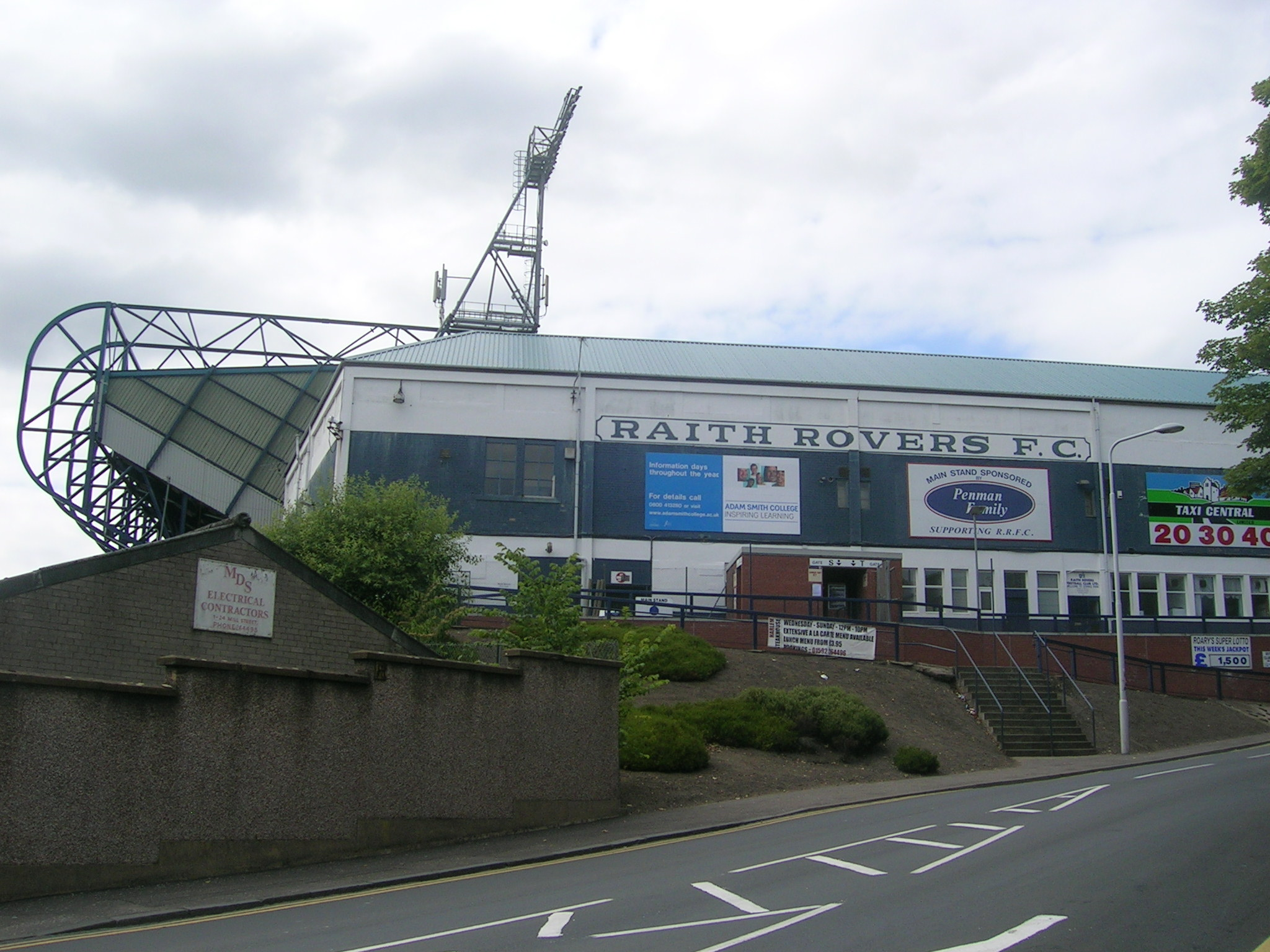
Der Stark’s Park an der Pratt Street

Das Stadion liegt zwischen der Pratt Street im Osten und der Bahnstrecke von Edinburgh nach Aberdeen im Westen. Dies bedingt u. a. die ungewöhnliche L-Form der Haupttribüne und die Bauweise der Anlage mit den schmalen Längstribünen und den hochaufragenden Rängen hinter den Toren. Der Main Stand schließt im Süden an den South Stand an und verläuft an der Längsseite bis zur Mittellinie. Die Tribüne wurde 1923 von Architekt Archibald Leitch entworfen. Mitfinanziert wurde der Bau durch den Verkauf des Spielers Alex James an Preston North End für 3.000 £. In den 1950er Jahren erneuerte man die beiden Tribünen hinter den Toren im Norden und Süden. Ebenfalls in dem Jahrzehnt bekam der Stark’s Park eine Flutlichtanlage, um auch Abendspiele in der Woche austragen zu können. Für diese Bauten wurden wiederum Spielerverkäufe zur Finanzierung getätigt. Der Spieler Jackie Stewart wurde an Birmingham City abgegeben; Jim Baxter verließ den Verein Richtung Glasgow Rangers und Jimmy MacEwan wechselte zu Aston Villa.
Anfang der 1980er Jahre ging der Stürmer Andy Harrow zu Luton Town und der Verein investierte das Geld in den Umbau der Spielstätte. Der veraltete Railway Stand wurde abgerissen und am Südende ein Sitzplatzrang mit 1.000 Plätzen erbaut. Im Norden entstand eine neue Stehplatztribüne. Nach dem Aufstieg 1992 in die Scottish Premier League investierte der Verein 250.000 £ um die beiden Hintertortribünen zu renovieren. Nach dem Gewinn des Scottish League Cup 1995 und der daraus folgenden Teilnahme am UEFA-Pokal 1995/96 wurden die Einnahmen für das Stadion verwandt. In der zweiten Runde des UEFA-Pokals trafen die Rovers auf den späteren UEFA-Pokalsieger FC Bayern München. Das Heimspiel der Schotten wurde nicht im Stark’s Park ausgetragen, sondern fand an der Easter Road, dem Stadion von Hibernian Edinburgh, statt.
Der Nord- und der Südrang wurden abgerissen und durch zwei fast identische Tribünen mit je 3.370 Sitzplätzen und auf dem Dächern installierten Flutlichtmasten ersetzt. Der neue Railroad Stand erhielt 1.000 Sitzplätze und erhöhte die Gesamtkapazität auf 10.070 Plätze. Damit erfüllte das Stadion die Anforderung von 10.000 Sitzplätzen der Scottish Premier League. Zur Eröffnung der umgebauten Sportstätte 1996 trafen noch einmal die Raith Rovers und Bayern München (1:0) zu einem Freundschaftsspiel aufeinander. Heute bietet die Spielstätte 10.104 Zuschauern einen Platz. Der Zuschauerrekord wurde am 7. Februar 1953 im Scottish-FA-Cup-Spiel gegen Heart of Midlothian aufgestellt. Im Stadion fanden sich 31.306 Besucher ein.

## Tribünen
- Main Stand – (Ost, Haupttribüne)
- Railway Stand – (West, Gegentribüne, Heim- und Gästerang)
- North Stand – (Nord, Hintertortribüne, Gästerang)
- South Stand – (Süd, Hintertortribüne)